# Гертнер, Александр
Александр Гертнер (нем. Gertner Alexander, 1963) — советский футболист, вратарь.

## Биография
Александр Гертнер родился в 1963 году.
Играл в футбол на позиции вратаря. В 1981—1984 годах выступал во второй лиге за «Пахтакор» (Курган-Тюбе), провёл в его составе 125 матчей. В 1983 году в составе сборной Таджикской ССР стал победителем всесоюзного турнира «Переправа».
В 1985 году перешёл в душанбинский «Памир», игравший в первой лиге. В сезоне-86 был основным вратарём, проведя 31 матч и пропустив 28 мячей. В 1989 году, когда «Памир» вышел в высшую лигу, был дублёром Андрея Мананникова. По словам Мананникова, тренер Шариф Назаров ценил его выше, чем Гертнера, говоря: «Лучше пьяный Мананников, чем трезвый Гертнер».
Провёл в элите советского футбола 2 матча: отыграв 17 минут в поединке с вильнюсским «Жальгирисом» (0:4) и 90 минут в поединке с московским «Спартаком» (0:0), не пропустил ни одного мяча. Всего в составе «Памира» сыграл 61 матч, пропустил 55 мячей.
Впоследствии эмигрировал в Германию.